# Longicyatholaimus heterurus
Longicyatholaimus heterurus is een rondwormensoort uit de familie van de Cyatholaimidae. De wetenschappelijke naam van de soort is voor het eerst geldig gepubliceerd in 1898 door Cobb.